# Calamity Anne, Detective
Calamity Anne, Detective è un cortometraggio muto del 1913 diretto da Allan Dwan. È il quarto di una serie di dodici cortometraggi di genere western dedicati al personaggio di Calamity Anne, interpretata da Louise Lester che firma anche la sceneggiatura del film.

## Produzione
Il film fu prodotto dall'American Film Manufacturing Company come Flying A.

## Distribuzione
Distribuito dalla Mutual, il film - un cortometraggio in una bobina - uscì nelle sale cinematografiche statunitensi il 10 marzo 1913. Nel Regno Unito, fu distribuito il 10 maggio dello stesso anno.